# Kleinia mandraliscae
Kleinia mandraliscae là một loài thực vật có hoa trong họ Cúc. Loài này được Tineo mô tả khoa học đầu tiên năm 1855.